# Manuaire
En typographie et selon la classification Vox-Atypi, manuaire désigne une famille de caractères dont le dessin est directement issu du geste de la main, qui en constitue l’aspect dominant, par opposition à d’autres familles dont le dessin est plus « construit ».

## Caractéristiques
Il ne faut pas confondre les manuaires et les scriptes, elles aussi issues de l’écriture manuscrite, mais comportant des ligatures qui attachent les lettres les unes aux autres, alors que les manuaires n’ont pas de ligatures, si ce n’est exceptionnellement.
Les manuaires comprennent toutes les polices de caractères directement issues des écritures pré-typographiques ; selon la classification Vox (de 1954 à 1962), ceci incluait les gothiques et les fractures. Après son adoption par l'Association typographique internationale (Atypi), les fractures font l'objet d'une famille à part de la classification Vox-Atypi (car il existe alors un grand nombre de fractures de styles différents, particulièrement en Allemagne), de même que les caractères gaéliques (beaucoup plus tard, en 2010).
Font aussi partie des manuaires les caractères modernes issus d’un tracé manuel, sans être fantaisistes[évasif][réf. nécessaire].

## Exemples
- Choc de Roger Excoffon (1955)
- Omnia de Karlgeorg Hoefer (1990)
- Comic Sans de Vincent Connare (1995)